# Parque nacional de Nagarhole
El parque nacional de Nagarhole (también conocido como parque nacional Rajiv Gandhi) es un parque nacional de la India, dentro del estado de Karnataka, en los distritos de Kodagu y Mysore. 
Este parque fue declarado el 37.º reserva del tigre del Proyecto Tigre en 1999. Es parte de la reserva de la biosfera de Nilgiri. El sub-racimo Nilgiri de los Ghats Occidentales de 6.000 kilómetros cuadrados, incluyendo todo el parque nacional de Nagarhole, está bajo consideración por el Comité del Patrimonio Mundial de la UNESCO para la selección como lugar Patrimonio de la Humanidad.
El parque tiene una rica cubierta boscosa, pequeñas corrientes, colinas, valles y cascadas. El parque tiene una buena proporción tigre-predador, con muchos tigres, gaures y elefantes indios.

## Flora
La vegetación aquí está formada principalmente por bosque caducifolio húmedo de los Ghats Occidentales del norte con teca y Dalbergia latifolia predominando en las partes meridionales. Hay bosques caducifolios áridos de la meseta central del Decán con Wrightia tinctoria y acacias espinosas hacia el este. Hay algunos bosques de pantano de valle subalpino con varias especies del género Eugenia.
Los principales árboles que se encuentran aquí son los comercialmente importantes palisandro, teca, sándalo y roble sedoso. Especies de árboles de bosque caducifolio árido incluyen laurel indio, Lagerstroemia lanceolata, kino de la India, Grewia tilaefolia, palisandro y dhawa. Otras tres especies arbóreas que se ven en los bosques del parque son Lagerstroemia microcarpa, Adina cordifolia, algodonero rojo, árbol kusum (Schleichera trijuga) y algunas especies de ficus.
En el sotobosque, se encuentran especies como la Kydia calycina, el grosellero de la India (Phyllanthus emblica), y el "gamhar" (Gmelina arborea), arbustos como plantas de los géneros Solanum, Desmodium y especies de Helicteres y plantas invasivas como la lantana y el Eupatorium se encuentran en abundancia.
En estos bosques hay especies predominantes como caña fístula, "khakhro" (Butea monosperma) y bambú de hierro (Dendrocalamus strictus).

## Fauna

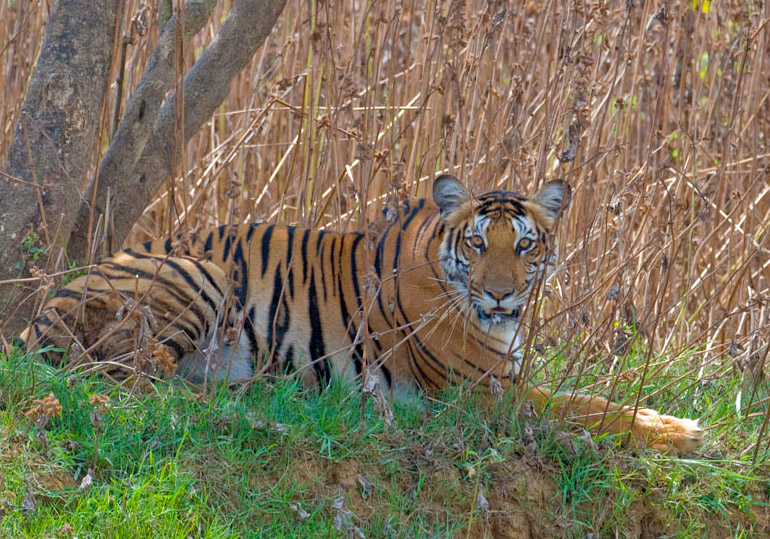
Un tigre en el río Kabini.

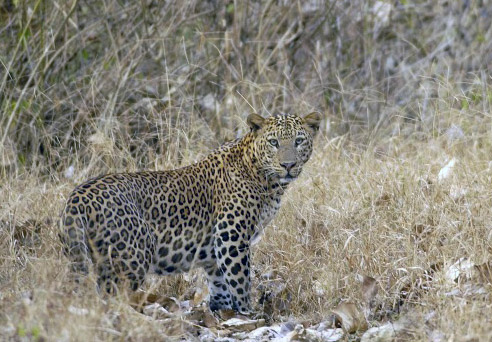
Un leopardo cerca de la puerta de Balle.

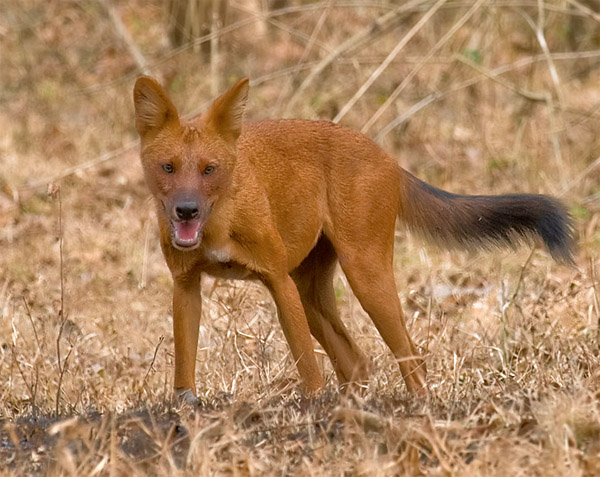
Un cuón cerca del campo de elefantes Sunkadakatte.

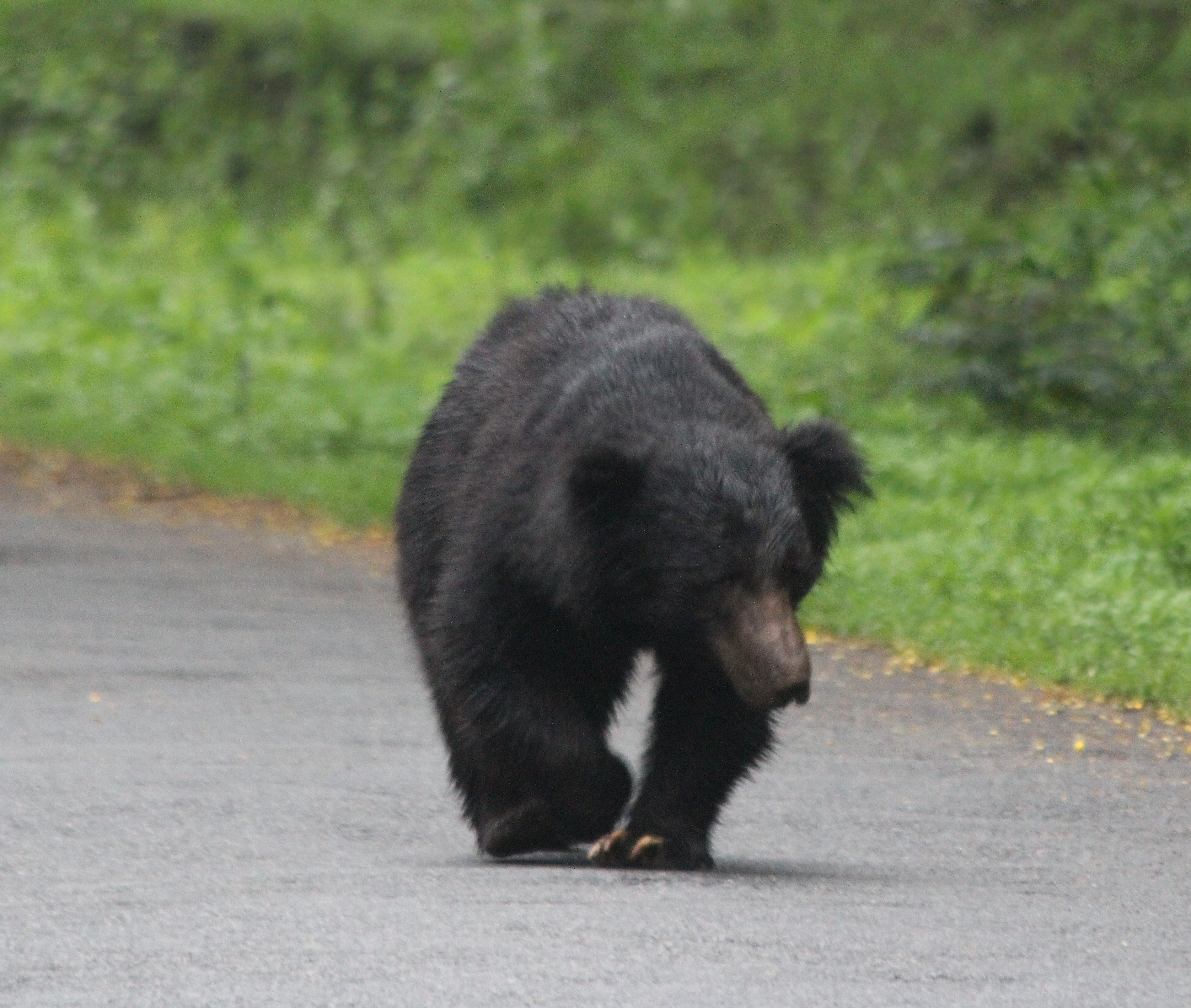
Oso perezoso en Nagarhole.

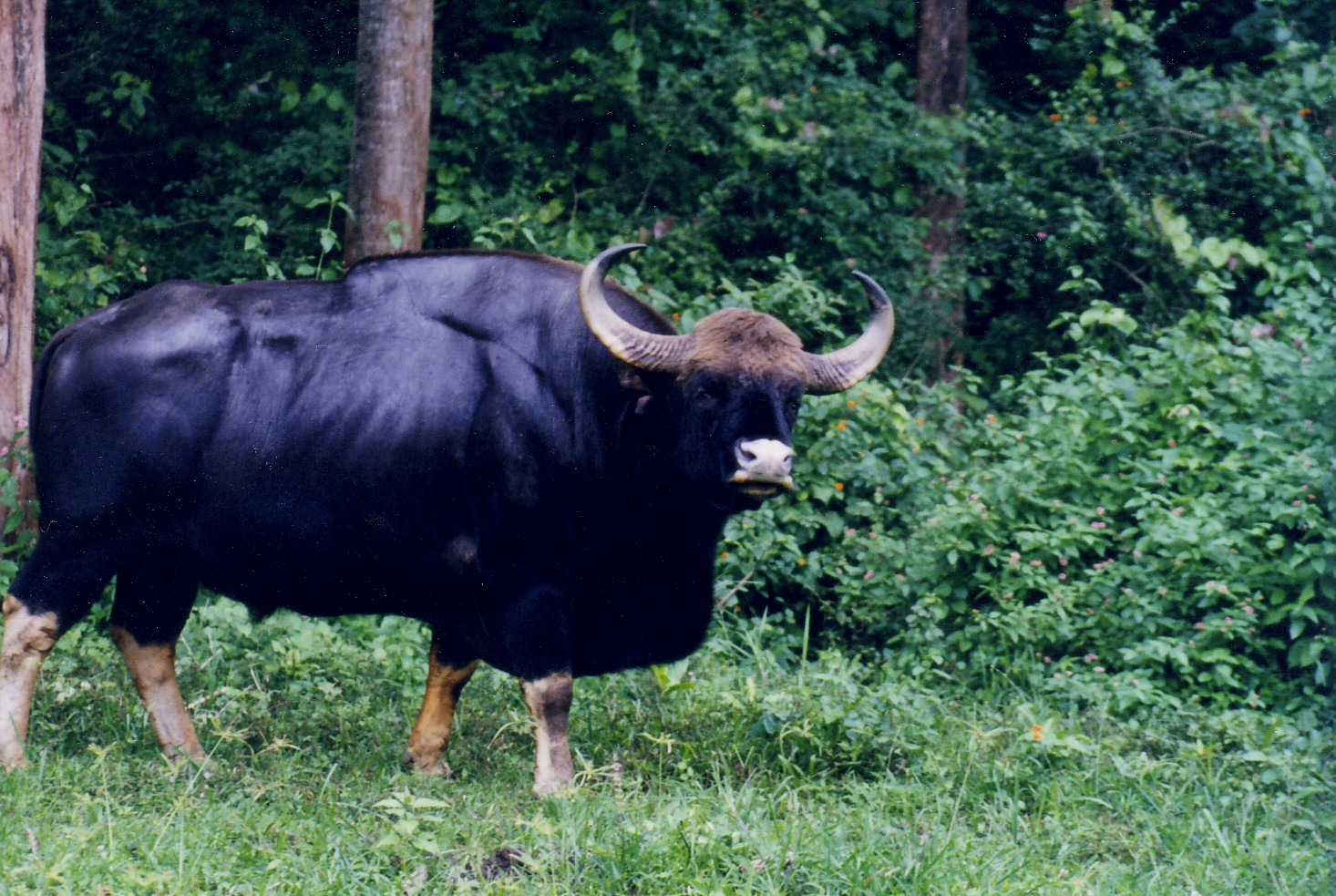
Gaur masculino en el parque nacional de Nagarhole.

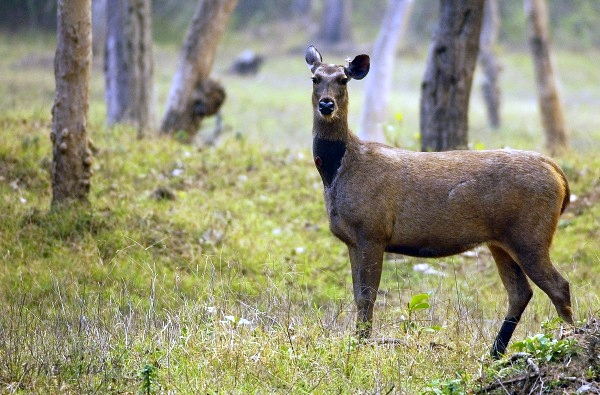
Sambar.

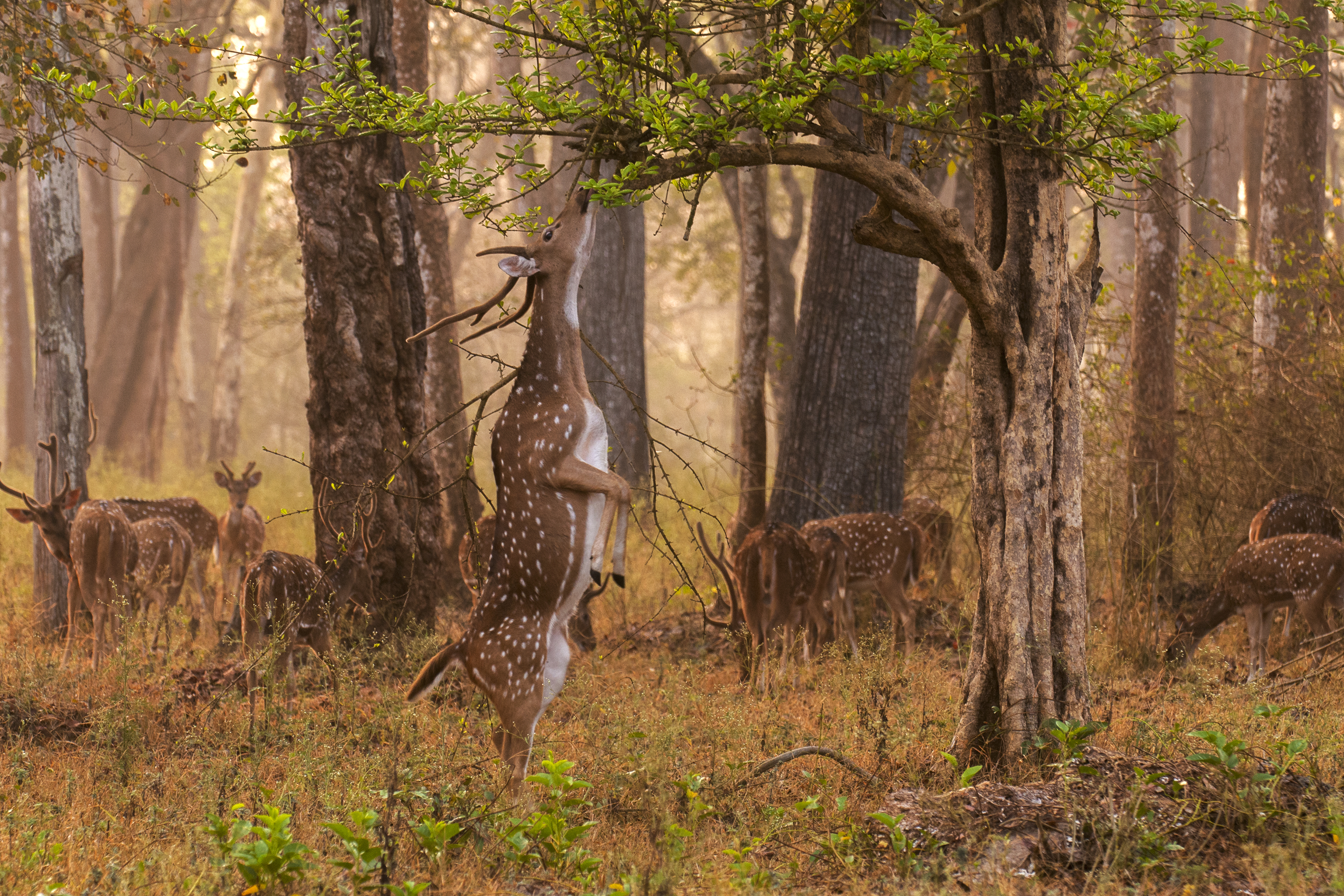
Chital.

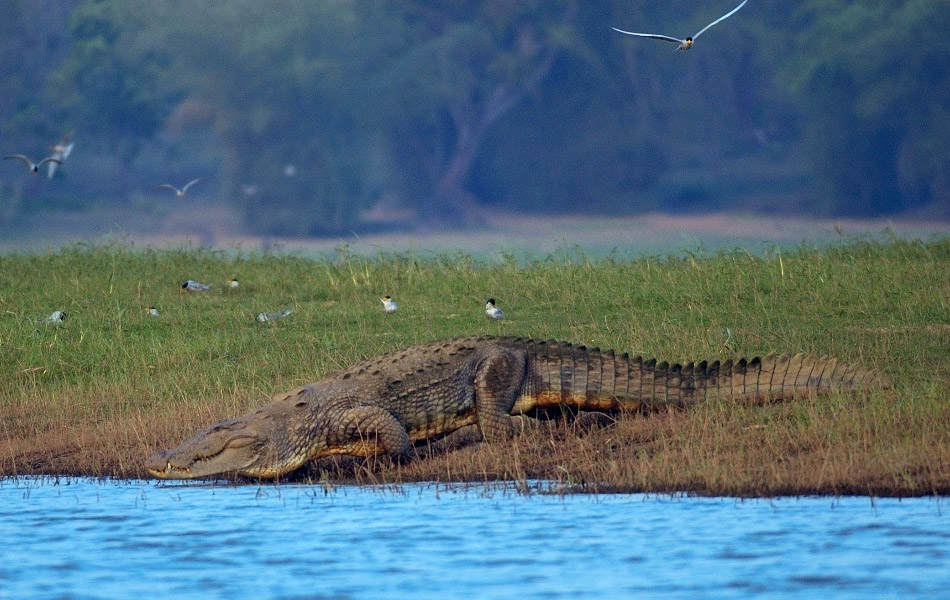
Cocodrilo en el río Kabini.

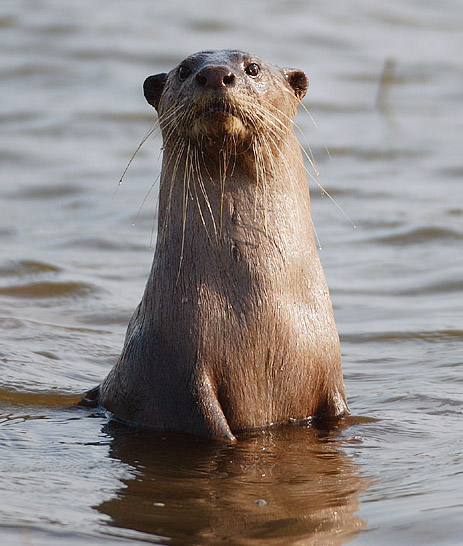
A menudo se ven en el parque nutrias lisas.

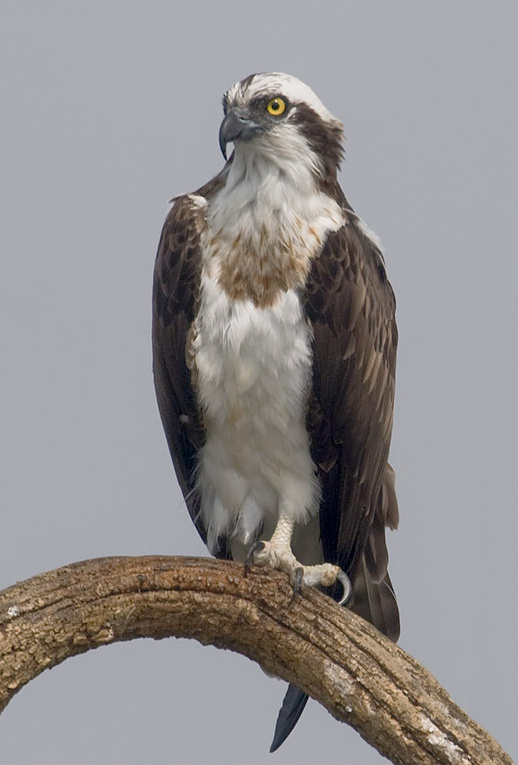
Las águilas pescadoras son una visión habitual en el invierno.

El parque protege la vida salvaje de Karnataka. Los depredadores y carnívoros más importantes en el parque nacional de Nagarhole son el tigre de Bengala, el leopardo indio, cuón (Cuon alpinus alpinus), oso perezoso y la hiena rayada (Hyaena hyaena). Los herbívoros son el chital, el sambar, el muntíaco, el antílope cuatricorne (Tetracerus quadricornis), el gaur (Bos gaurus), el jabalí (Sus scrofa) y el elefante indio. El parque nacional de Nagarhole proporciona una oportunidad de ver parte de la población meridional de gaur (o "bisonte de la jungla"). También, este parque en Karnataka es un buen lugar para ver elefantes en los exuberantes bosques y matorrales de bambú que son los preferidos de esta especie. Su población total en el sur de la India es ahora de unos 6.500 ejemplares, casi todos viviendo en la zona donde se unen Karnataka, Tamil Nadu y Kerala a la sombra de los Ghats Occidentales. Otros mamíferos incluyen el langures grises (Presbytes entellus), macaco coronado (Macaca radiata), gato de la jungla, loris esbelto (Loris tadigradus), gato de Bengala (Felis bengalensis), civetas (enana Viverricula indica y de las palmeras Paradoxurus hermaphroditus), mangostas (la m. gris de la India Herpestes fuscus y la m. de cuello listado Herpestes vitticollis), nutria europea (Lutra lutra), la ardilla voladora Petaurista petaurista, la ardilla malabar (Ratufa indica), el puercoespín, el chacal dorado, el ciervo ratón de Sri Lanka (Moschiola meminna), la liebre y el pangolín indio (Manis crassicaudata). Más de 250 especies de aves se encuentran en el parque nacional de Nagarhole. Además de la enorme variedad de aves de los bosques, hay amplias congregaciones de aves acuáticas en el río Kabini. Las aves van desde el abejaruco barbiazul, el minivete rojo y el arrenga indio a otras especies más comunes, como las águilas pescadoras, las garzas y los patos.

### Mamíferos
Especies señeras como el tigre de Bengala (Panthera tigris tigris), el bisonte indio o gaur (Bos gaurus) y el elefante indio (Elephas maximus indicus) se encuentran en gran número dentro del parque. Un estudio llevado a cabo por el doctor Ullas Karanth de la Sociedad para la Conservación de la Vida Salvaje ha demostrado que los bosques de Nagarhole tienen tres especies de predadores, el tigre, el leopardo indio (Panthera pardus fusca) y los cuones (Cuon alpinus alpinus), los tres presentes en una densidad equivalente (PA Update 2000).
El parque tiene también un buen número de chacales dorados (Canis aureus), mangosta hindú gris (Herpestes edwardsii), osos perezosos (Melursus ursinus), hiena rayada (Hyaena hyaena), chital (Axis axis), sambar (Rusa unicolor), muntíaco de la India (Muntiacus muntjak), antílope cuatricorne (Tetracerus quadricornis) y jabalíes (Sus scrofa).
Otros habitantes mamíferos incluyen la civeta de las palmeras común (Paradoxurus hermaphroditus), mangosta de cola corta (Herpestes brachyurus), la liebre Lepus nigricollis, ciervo ratón, pangolín indio (Manis crassicaudata), el puercoespín de la India (Hystrix indica) y dos ardillas voladoras gigantes, Petaurista petaurista y Petaurista philippensis.

### Aves
Reconocido como un área importante para la conservación de las aves, el parque tiene más de 270 especies de aves, incluyendo especies "en peligro crítico" como el buitre dorsiblanco bengalí (Gyps bengalensis), otras vulnerables como el marabú menor (Leptoptilos javanicus), águila moteada (Clanga clanga) y la paloma de los Nilgiris (Columba elphinstonii).
Especies "casi amenazadas" como el pato aguja asiático (Anhniga melanogaster), ibis cabecinegro (Threskiornis melanocephalus), pigarguillo común (Icthyophaga ichthyaetus) y buitre cabecirrojo (Sarcogyps calvus) también pueden encontrarse aquí. Especies endémicas son la cotorra de Malabar (Psittacula columboides), el cálao gris malabar (Ocyceros griseus) y la urraca ventriblanca (Dendrocitta leucogastra).
Siete especies del 15 Bioma-10 (Bosque húmedo tropical de la península indostánica) y 21 del 59 Bioma-11 (Zona árida indo-malaya) se han encontrado aquí. Algunas de las aves que pueden avistarse aquí incluyen el barbudo cariblanco (Psilopogon viridis), la cimitarra india (Pomatorhinus horsfieldii) y el arrenga indio (Myophonus horsfieldii).
Aquí viven también pájaros que habitualmente se ven en regiones más áridas como la perdicilla piquirroja (Perdicula erythrorhyncha), malcoha sirkir (Phaenicophaeus leschenaultii), prinia cenicienta (Prinia socialis), Tarabilla terrestre (Saxicoloides fulicatus), Pavo real común (Pavo cristatus) y vinago patigualdo (Treron phoenicoptera).

### Reptiles
Reptiles que habitualmente se encuentran aquí son el cocodrilo de las marismas (Crocodylus palustris), la serpiente Ahaetulla nasuta, serpiente lobo de la India (Lycodon aulicus), colubrinos como la serpiente rata oriental (Ptyas mucosus), la víbora de foseta Trimeresurus gramineus, la víbora de Russel (Daboia russellii), krait común (Bangarus caeruleus), la pitón de la India (Python molurus), varano de la Bengala (Varanus bengalensis) y el anfibio Duttaphrynus melanostictus.

### Insectos
Investigadores del Fondo Ashoka para la Investigación en Ecología y Medio Ambiente de Bangalore han realizado amplios estudios sobre la biodiversidad de la población de insectos. La biodiversidad de insectos de este parque incluye más de 96 especies de escarabajos peloteros y 60 especies de hormigas. 
Se han identificado aquí especies raras de hormigas, incluyendo "hormigas saltarinas" como la hormiga saltarina de la India (Harpegnathos saltator), que se sabe que puede saltar hasta un metro de alto. La especie Tetraponera rufonigra puede ser útil como un marcador de la salud de los bosques porque estas hormigas se alimentan de termitas y son abundantes en lugares donde hay muchos árboles muertos. 
Especies de escarabajos peloteros identificados incluyen el escarabajo pelotero común (Onthophagus dama), el escarabajo más grande de la India, Heliocopris dominus que se alimenta sólo de excremento de elefante y Onthophagus pactolus, una especie de escarabajo pelotero realmente raro.